# Pere VIII del Congo
Pedro VIII Afonso o MBwafu (m. 17 d'abril de 1955) fou manikongo titular i pretendent del regne del Congo des del 1923 fins a la seva mort el 17 d'abril de 1955. Es va casar amb Isabel Tusamba, "descendent dels antics reis del Congo" el 10 de gener de 1931.
El despertar nacionalista coincidí amb la disputada successió del rei. A la seva mort es va produir un conflicte entre els candidats al tron simbòlic recolzats per diverses branques de l'aristocràcia congolesa. Molts baptistes São Salvador van recolzar un candidat "progressista", Dom Manuel Kidita, nebot del manikongo Manuel Kiditu (1912-1915), mentre que un altre grup tradicionalista centrat al voltant de Matadi dona suport a un candidat del kanda Kivuzi recolzat pel catolicisme i l'administració portuguesa.